# ガッティコ
ガッティコ（伊: Gattico）は、イタリア共和国ピエモンテ州ノヴァーラ県ガッティコ＝ヴェルーノに属する分離集落（フラツィオーネ）。
かつては独立したコムーネであったが、2019年1月1日にヴェルーノと合併して新自治体の一部となった。

## 地理

### 位置・広がり
| コムーネとしてのガッティコは、以下のコムーネと隣接していた。 - ボルゴマネーロ - コミニャーゴ - インヴォーリオ - オレッジョ・カステッロ - パルッツァーロ - ヴェルーノ |